# Victoria Harnesk
Eva Catharina Victoria Harnesk, född 12 mars 1972 i Gällivare församling, Norrbottens län, uppvuxen och bosatt i Porjus, är en samisk artist, föreläsare och copywriter.

## Biografi
Victoria Harnesk började sin karriär som artist och föreläsare i slutet av 1990-talet, jojken stod i centrum för att sprida kunskap om samisk kultur ofta i form av infotainment. Mellan 2000 och 2010 var hon bosatt i Stockholm och syntes flitigt i skolorna både med undervisning om samer och genom skapande sagoprojekt. Det publika arbetet sker nu mest som moderator, mestadels i sammanhang inom mångkultur och smakupplevelser. År 2005 startade hon en av de första bloggarna som skildrar samisk nutid.
.
Victoria Harnesk tillhör de samiska släkterna Hurri, Partapuoli och Valkeapää, vilka under 1900-talets början tvångsförflyttades av den svenska staten från Karesuandoområdet.
Familjen lever ännu delvis på renskötsel och har sitt sommarviste i Enonjalme vid foten av Akkamassivet. Där har Padjelantas vandringsled en naturlig rastplats intill båtbryggan som drivs av Svenska Turistföreningen. Platsen har blivit det första mötet med samisk kultur för vandrare från hela världen, där började Victoria redan som liten berätta om samisk kultur.
Victoria Harnesk har engagerat sig i samisk samhällsutveckling genom ordförandeposter i Vaisa Sameförening, Sameföreningen i Stockholm samt som ledamot i Svenska Samernas Riksförbund. Harnesk är ledamot i Ájtte fjäll- och samemuseum och ordförande i styrelsen för tidskriften Samefolket. Hon har medverkat i de flesta svenska TV- och radiokanaler och i flera tyska TV-program producerade av ARD.